# 120 років Одеському державному академічному театру опери та балету (срібна монета)
«120 ро́ків Оде́ському держа́вному академі́чному теа́тру о́пери та бале́ту» — ювілейна монета номіналом 10 гривень, випущена Національним банком України, присвячена 120-річчю відомої будівлі — Одеського державного академічного театру опери та балету, яка виконана в стилі віденського бароко. Театр побудований за проектом архітекторів Фердинанда Фельнера і Германа Гельмера і відкритий у 1887 році. Стеля зали для глядачів розписана віденським художником Францем Лефлером за сюжетами творів Шекспіра. Театр цікавий не тільки своєю архітектурою, але й багатою творчою біографією.
Монету введено в обіг 25 липня 2007 року. Вона належить до серії «Пам'ятки архітектури України».

## Опис монети та характеристики
| Номінал грн. | Метал            | Маса, г      | Діаметр, мм | Якість виготовлення | Гурт     | Тираж, штук |
| ------------ | ---------------- | ------------ | ----------- | ------------------- | -------- | ----------- |
| 10           | срібло 925 проби | 31,1 / 33,62 | 38,6        | пруф                | рифлений | 5 000       |

### Аверс
На аверсі зображено інтер'єр зали для глядачів та розміщено написи у чотири стовпчики: «НАЦІОНАЛЬНИЙ» — «БАНК УКРАЇНИ» — «10 ГРИВЕНЬ» — «2007», ліворуч від яких — малий Державний Герб України, а також позначення металу, його проби «Ag 925», маса в чистоті «31,1».

### Реверс

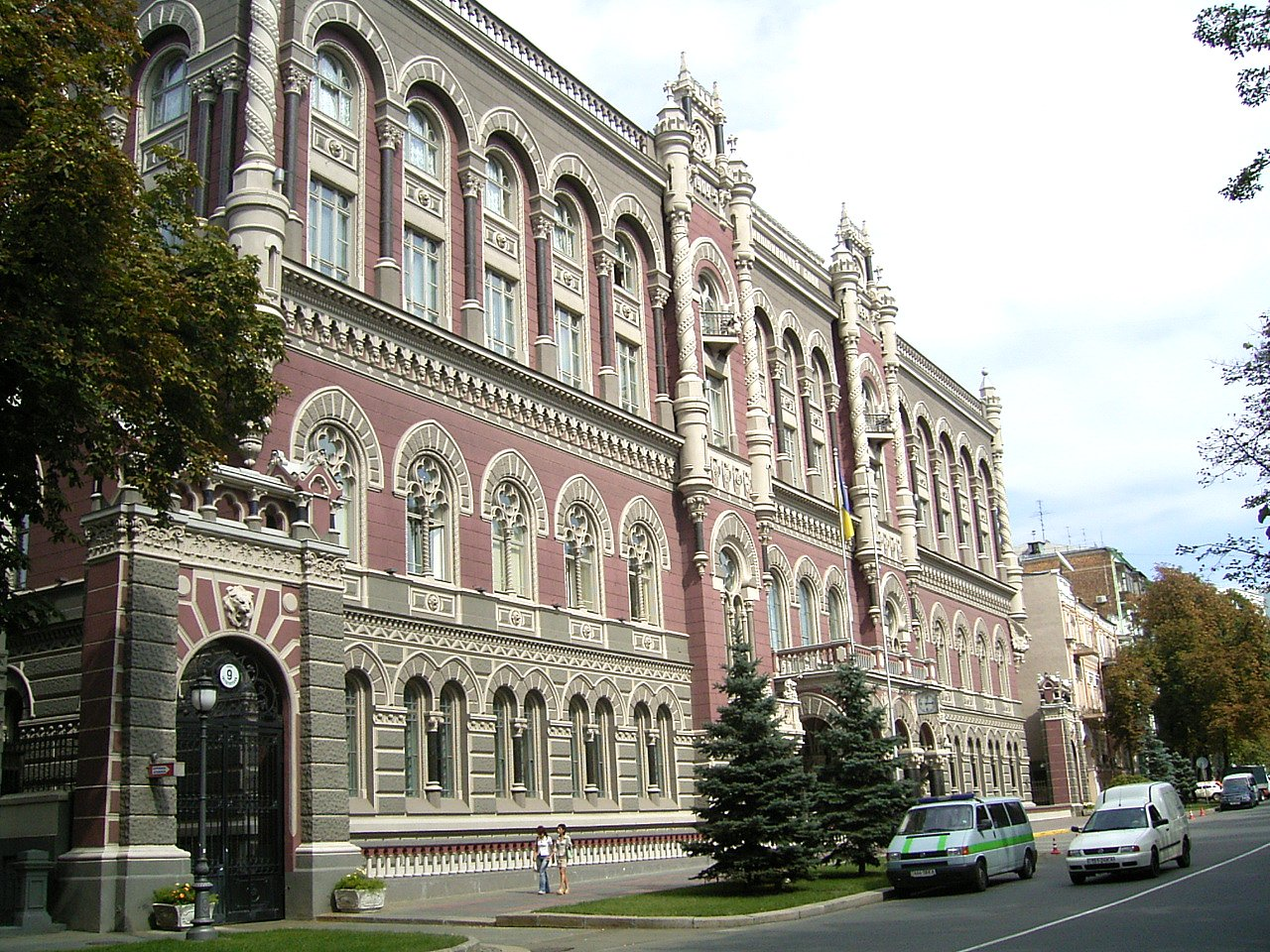
Будівля Національного банку України

На реверсі зображено будівлю Одеського державного академічного театру опери та балету, під якою розміщено напис «120 РОКІВ», по колу монети — «ОДЕСЬКИЙ ДЕРЖАВНИЙ АКАДЕМІЧНИЙ ТЕАТР ОПЕРИ ТА БАЛЕТУ».

## Автори
- Художники: Таран Володимир, Харук Олександр, Харук Сергій.
- Скульптори: Іваненко Святослав та Дем'яненко Володимир.

## Вартість монети
Ціна монети — 575 гривень була вказана на сайті Національного банку України в 2013 році.
Фактична приблизна вартість монети з роками змінювалася так:
| Рік        | 2010 | 2011 | 2012 | 2013 | 2014 | 2015 | 2016  | 2017 | 2018 | 2019 | 2020 | 2021  | 2022  | 2023  | 2024  | 2025  |
| ---------- | ---- | ---- | ---- | ---- | ---- | ---- | ----- | ---- | ---- | ---- | ---- | ----- | ----- | ----- | ----- | ----- |
| Ціна, грн. | 350  | 420  | 600  | 550  | 420  | 550  | 1 300 | 790  | 850  | 760  | 840  | 1 200 | 1 300 | 1 760 | 2 200 | 2 300 |